# میجان سفلی
میجان سفلی، روستایی در دهستان رضوان بخش جبالبارز شهرستان جیرفت در استان کرمان ایران است.

## جمعیت
بر پایه سرشماری عمومی نفوس و مسکن در سال ۱۳۹۵، جمعیت این روستا برابر با ۳۸۰ نفر (۱۱۰ خانوار) بوده‌است.